# Алмала (Тюльганський район)
Алмала́ (рос. Алмала) — село у складі Тюльганського району Оренбурзької області, Росія.

## Населення
Населення — 279 осіб (2010; 404 у 2002).
Національний склад (станом на 2002 рік):
- росіяни — 72 %